# دولة إقليمية
يُستخدم مصطلح الدولة الإقليمية للإشارة إلى دولة، وهو مصطلح شائع في العصور الوسطى العليا، منذ نحو عام 1000 ميلادي، و«منظمات معقدة أخرى واسعة النطاق بلغت حجمًا واستقرارًا وقدرة وكفاءة وامتدادًا إقليميًا لم نشهده منذ العصور القديمة». ويُفهم مصطلح الدولة الإقليمية أيضًا على أنه «منظمات تمارس الإكراه، وتتميز عن الأسر وجماعات القرابة، وتتمتع بأولوية واضحة في بعض النواحي على جميع المنظمات الأخرى داخل أراضٍ واسعة». تُعتبر منظمات مثل دول المدن والإمبراطوريات والدول الدينية، إلى جانب العديد من المنظمات الحكومية الأخرى، دولًا إقليمية، لكنها لا تشمل القبائل أو الأنساب أو الشركات أو الكنائس على حد سواء.
بخلاف الإقطاعيات القديمة المنظمة كاتحادات شخصية، كانت سيادة الدولة الإقليمية مبنية على أرضها أو إقليمها، لا على الانتماء إلى عائلة حاكمة أو أي حقوق شخصية أخرى. لا تُشترط السيادة القانونية بالضرورة كسمة رئيسية للدولة. لم يكن المفهوم الحديث للسيادة، الذي طُرح في القرن السادس عشر، موجودًا حتى القرن التاسع عشر، وبالتالي لم يكن مطبقًا بعد. بل إن الدولة الإقليمية تعكس الاستخدام الحصري للقوة المادية داخل نوع من الإقليم الجغرافي.
تشترك الدولة الإقليمية في العديد من الخصائص مع الدولة المؤسسية المحددة جغرافيا والتي تشكل نموذجًا للعصر الحديث.

## أسلاف الدولة الإقليمية
يعود أول دليل على وجود الدولة إلى عام 6000 قبل الميلاد. تؤكد السجلات المكتوبة والمصورة من مستوطنة تسمى أريحا وجود تحضر كثيف لأكثر من ألفي عام، ولكن طوال تاريخها، لم تشمل الدول سوى جزء صغير من الأرض. ظهرت المدن في نفس الفترة الزمنية تقريبًا بين عامي 8000 و7600 قبل الميلاد، واندمجت في النهاية مع الدول لتكوين دول المدن التي حكمت لبضعة آلاف من السنين. غالبًا ما تمركزت دول المدن بعاصمة يسيطر عليها كاهن يجمع القرابين من الأراضي المحيطة. بحلول عام 2500 قبل الميلاد، بدأت بعض المدن في التطور إلى إمبراطوريات حكمت بالقوة والجزية، ومنذ ذلك الحين، كان وجود الدول والمدن أمرًا أساسيًا للحضارات العظيمة. سمح تكوين البلدات والمدن بإنشاء دول مستقلة صغيرة، مما أدى إلى ظهور دول إقليمية كبيرة.

### مصر القديمة
في الأصل، حكمت مصر القديمة حكومة مركزية قوية كان للملوك المصريين أو الفراعنة فيها رأي كامل في الشؤون السياسية والاقتصادية والعسكرية. يمكن رؤية الانتقال إلى تكيف الدول الإقليمية خلال عهدي المملكة المصرية الوسطى (2040 - 1640 قبل الميلاد) والمملكة المصرية الحديثة (1550 - 1070 قبل الميلاد). بسبب أسباب طبيعية، سقطت المملكة القديمة وأفسحت المجال للمملكة الوسطى حيث بدأ العديد من التجار في اكتساب السلطة والانحراف عن سلطة الفرعون. قدم هذا الانحراف شكلًا من أشكال الدولة الإقليمية بسبب إدخال قواعد وسلطة مستقلة عن سلطة أمتهم. خلال عهد المملكة الحديثة، أقيمت علاقات دبلوماسية مع الهكسوس والحيثيين، فقد كان لكل منهم مجتمعات ذات سيادة داخل دولهم التي عملت كدول إقليمية.

### الهند
بعد انهيار حضارة هارابان عام 1700 قبل الميلاد، شهدت الهند انتقالًا من الحكم الإقليمي الكامل إلى دول إقليمية ذات سيادة. خلال هذا الوقت، شق الهنود الآريون والشعوب الفيدية طريقهم إلى أراضي الهند ووضعوا مجموعة من النصوص الدينية المعروفة باسم الفيدا، ومن هنا جاءت الفترة الزمنية المعروفة باسم العصر الفيدي (بين عامي 1700 و600 قبل الميلاد). مع صعود الهندوسية أيضًا، أفسحت المجال لدول مستقلة فقد كان على كل منها الحفاظ على السلام والنظام مع الدول المستقلة المجاورة الأخرى. على عكس معظم الدول المستقلة، كانت هناك اختلافات في القوة بين المقيمين في الهند. مع ذلك، لم يدم هذا بسبب منع إمبراطورية موريا الدول ذات السيادة من اكتساب السلطة. استمرت إمبراطورية موريا منذ 272 قبل الميلاد وحتى عام 231 قبل الميلاد حيث سمح موت آخر حاكم أسوكا للإمبراطورية التالية (إمبراطورية المغول) بإعادة تأسيس دول ذات سيادة جديدة.

### الإنكا
تطورت إمبراطورية الإنكا (منذ 1430 وحتى 1530 م) لتصبح دولة إقليمية. تشير التقديرات إلى أن الحكم فُرض من خلال نظام إداري يشمل ما بين 8 إلى 12 مليون نسمة. قُسِّمت الأراضي إلى 80 مقاطعة تحكمها حكومة الإنكا، والتي قسَّمها الحكام. ظل تشكيل المقاطعات دائمًا تحت حكم جماعات سياسية صغيرة. حُرِسَت الحدود لمراقبة من يدخل ويخرج. أجبر حكام الإنكا الناس على العيش في مناطق مفتوحة مستقرة لاستخدام الأرض والعمل فيها ومراقبتها. اعتمد جزء كبير من تكوين الزراعة في الأرض على المصاطب. عمل العديد من العمال في الأراضي الزراعية الجديدة. سيطر الحكام على جميع الأعمال الزراعية بالإضافة إلى أعمال العمالة البشرية الأخرى مثل رعي اللاما وصناعة الفخار.

### تاراسكان
عاصرت دولة تاراسكان (1300-1530 م) إمبراطورية الأزتك، وكانت عدوة لها، إذ خاضت ضدها حروبًا عديدة. صدت إمبراطورية تاراسكان توسع الأزتك نحو الشمال الغربي، وعزز التاراسكان حدودهم مع الأزتك وحرسوها، ما أدى على الأرجح إلى تأسيس أول دولة إقليمية حقيقية في أمريكا الوسطى.

## صعود الدولة الإقليمية
هناك بعض النظريات المقبولة حول نشوء الدول الإقليمية، وكلاهما يتعلق بالمال والحرب، إذ تُشدد كل منهما على الأخرى. برزت النظرة السائدة لتكوين الدولة الإقليمية نحو القرن الثاني عشر كنتيجة لنقل الحقوق السيادية الملكية لمنطقة معينة إلى سيد إقطاعي. هذا يعني أن السلطة الإقطاعية غير المقيدة داخل الأقاليم أفسحت المجال لسلطة مركزية أكبر حافظت على استقرار إقليمي أكثر من خلال البيروقراطية، والجيش الماهر والمؤهل، والضرائب. هذا يختلف عن هيكل السيطرة والسلطة الهرمي في العصور الوسطى، الذي كان في حالة من عدم اليقين الدائم يهدده تحول في ميزان القوى. نشأت فكرة السيادة من صراع على السلطة بين المؤسسات السلطوية مثل «الأباطرة والباباوات، والباباوات والملوك، والملوك والأباطرة». فكرة «جماعة» من الدول حافظت على «سيادة القانون» ووفرت أمنًا أكثر استقرارًا من الانتهاكات التي اتسمت بها السلطة الهرمية وهيكل السلطة في العصور الوسطى. كان من المهم بالنسبة للحكام القدماء أن يكون تأسيس دولتهم/إمبراطوريتهم متوافقًا مع التنوع العرقي، ونمو السكان، والتنوع الاقتصادي والبيئي، والبيروقراطية المنظمة.

### الإكراه
دار جدل بين الباحثين حول أن العامل الرئيسي المحفز لتكوين الدولة الإقليمية هو السيطرة على مواردها الإقليمية واستغلالها بالقوة، والتي كانت المصدر الرئيسي لإيرادات الدولة. كان من المهم الحفاظ على السيطرة على موارد المنطقة، لأن عدم القيام بذلك أدى إلى خسارة في الإيرادات، مما يضعف سلطة الدولة. يبقى الناس معترفين دائمًا بسلطة الوحدة السياسية التي توفر الحماية والأمن. يُعتقد على نطاق واسع أن الدول الوحيدة التي نشأت هي تلك التي استطاعت التنافس في الحرب مع دول إقليمية أخرى، مما أدى إلى تشكيل دول لقوات عسكرية كبيرة ذات مزايا تكنولوجية وتكتيكية. عُرفت الثورة العسكرية في أوروبا بين عامي 1500 و1700 بتكرار الحروب التي ازدادت وطأتها واستمرت لفترة أطول. سمح هذا «بتغييرات في فن الحرب» إذ تطورت تكتيكات أفضل، وزاد حجم الجيش بصورة كبيرة، مما سمح بنمو كبير للدول المسلحة. يؤكد هذا النموذج للدولة الإقليمية أن الحرب وتكوين الدولة مستقلان عن التنمية الاقتصادية التي تحدث فقط كنتيجة للحرب.